# کتاب‌شناسی ریموند کارور
ریموند کارور در زبان فارسی به آثاری در زبان فارسی اشاره دارد که یا ترجمهٔ آثار کارور است یا درباره او.

ریموند کِلِوی کاروِر جونیور (به انگلیسی: Raymond Clevie Carver, Jr.‎) (۲۵ مه، ۱۹۳۸-۲ اوت، ۱۹۸۸) نویسندهٔ داستان‌های کوتاه و شاعر آمریکایی.

## مجموعهداستان کوتاه

### کلیسای جامع و چند داستان دیگر
۱۳۷۷ - کلیسای جامع و چند داستان دیگر؛ مجموعهٔ نوزده داستان کوتاه، ترجمهٔ فرزانه طاهری، انتشارات نیلوفر.
می‌شود لطفاً ساکت باشی؟
- همسایه‌ها
- شما دکترید؟
- پدر
- هیچ‌کس حرفی نزد
- آلاسکا مگر چه خبر است؟
- حالا این یکی را ببین!

وقتی از عشق حرف می‌زنیم، از چه حرف می‌زنیم
- چرا نمی‌رقصید؟
- عدسی چشم
- حمام
- این همه آب و این قدر نزدیک خانه
- صحبت جدی
- وقتی از عشق حرف می‌زنیم از چه حرف می‌زنیم

کلیسای جامع
- خانهٔ چف
- حفظ الصحه
- یک کار کوچک و خوب
- مراقب باش
- از کجا دارم تلفن می‌کنم
- کلیسای جامع

### فاصله و داستان‌های دیگر
۱۳۸۰ - فاصله و داستان‌های دیگر؛ به همراه مقالاتی در شناخت کارور، ترجمهٔ مصطفی مستور، نشر مرکز.

### رابطه
۱۳۸۰ - رابطه، برگزیده آخرین داستان‌های ریموند کارور، ترجمه: حمید یزدان‌پناه، انتشارات آتیه.
می‌شود لطفاً ساکت باشید، لطفاً؟
- خودت را جای من بگذار
- در سان‌فرانسیسکو چه می‌کنی؟
- آشغال جمع‌کن‌ها

وقتی از عشق حرف می‌زنیم، از چی حرف می‌زنیم
- آقای قهوه و آقای تعمیرکار
- می‌توانستم کوچک‌ترین چیزها را ببینم
- پاکت‌ها
- آرامش

کلیسای جامع
- پرها
- تب

### هر وقت کارم داشتی تلفن کن
۱۳۸۱ - هر وقت کارم داشتی تلفن کن، ترجمه: اسداالله امرایی، انتشارات نقش و نگار.
- دروغ
- شیفتگان
- یعنی ماشین این‌قدر کار کرده؟
- پیک
- جعبه‌ها
- دوچرخه، عضله، سیگار
- یکرنگی
- قرقاول
- راه و رسم عام
- هر کی روی تخت می‌خوابید
- می‌توانستم کوچکترین چیزها را ببینم
- مو
- بازاریاب‌ها
- خودت را بگذار جای من
- زن دانشجو
- فیل
- چاق
- هر وقت کارم داشتی تلفن کن
- تراشه
- رویا

### پاکت‌ها و چند داستان دیگر
۱۳۸۲ - پاکت‌ها و چند داستان دیگر، ترجمه: مصطفی مستور، انتشارات رسش.
بخش اولدر شناخت ریموند کارور
- نگاهی به زندگی و آثار ریموند کارور
- عشق در داستان‌های کارور
- نثر به مثابه معماری
- ریموند کارور از نگاه همسرش تس گالاگر

بخش دومداستان‌ها
- دوچرخه‌ها، بازوها، سیگارها
- همسرِ دانشجو
- آن‌ها شوهر تو نیستند
- چاق
- عمارت تابستانی
- یک چیز دیگر
- چیزهای کوچک
- فاصله
- سومین چیزی که پدرم را کشت
- کسی که روی این تخت می‌خوابیده
- صمیمیت
- فیل

### راه‌های میان‌بر
۱۳۸۳ - راه‌های میان‌بر، ترجمه: اسداالله امرایی، انتشارات نقش و نگار.
- همسایه‌ها
- آن‌ها شوهر تو نیستند
- ویتامین
- به زن‌ها بگو ما می‌رویم
- مردم‌آزارها
- در سان‌فرانسیسکو چه می‌کنی؟
- سیراب شیردان مکزیکی
- پرها
- پاکت شیرینی
- وقتی از عشق حرف می‌زنیم از چه می‌گوییم
- از جایی تلفن می‌کنم
- همه‌چیز به او چسبیده
- راستی، چرا؟
- تب
- یک چیز دیگر
- همین که گفتم
- چی دوست داری ببینی؟
- سومین چیزی که پدرم را کشت
- مثل آب خوردن
- آرامش
- آقای آبدارچی و آقای تعمیرکار

### وقتی از عشق حرف می‌زنیم
۱۳۸۴ - وقتی از عشق حرف می‌زنیم، ترجمه: پریسا سلیمان‌زاده و زیبا گنجی، انتشارات مروارید.
- آنها شوهر تو نیستند
- همسایه‌ها
- نمایاب
- وقتی از عشق حرف می‌زنیم، از چه دم می‌زنیم؟
- چرا نمی‌رقصید؟
- کوچکترین چیزها را می‌دیدم
- پرها
- یک چیز دیگر
- این همه آب در همین نزدیکی
- جمع‌آوران
- پاکت‌ها
- یک صحبت جدی
- راه و رسم عام
- یک چیز خوب ناچیز
- کوپه
- آقای قهوه‌چی و آقای تعمیرکار
- کلیسای جامع

### کلیسای جامع، دو روایت
۱۳۸۴ - کلیسای جامع، دو روایت، ترجمه: اسداالله امرایی، انتشارات: نقش و نگار.
- کلیسای جامع

## تک داستان‌ها
- ۱۳۷۱ - پیام (با عنوان چخوف)، در لاتاری چخوف و داستان‌های دیگر، ترجمه: جعفر مدرس صادقی، انتشارات: مرکز.
- علائم، ماهنامه آدینه شماره ۵۲، ترجمه: فرزانه طاهری.
- ۱۳۷۳ - چند تا جعبه، در مجموعهٔ داستان از این زمان از آن مکان، ترجمه: مریم خوزان، انتشارات: نی.
- چند تا جعبه، کیهان فرهنگی دوره اول.
- عزیزم چرا؟ (با عنوان پسر خوبی بود، خیلی پسر خوبی بود)، ماهنامه فیلم شماره ۱۶۶، ترجمه: جعفر مدرس صادقی.
- عزیزم چرا؟ (با عنوان راستی چرا؟)، ماهنامه کیان، ترجمه: اسداله امرایی.
- ۱۳۷۷ - تلفن بی‌موقع، فصل‌نامه ادبیات داستانی شماره ۴۶، ترجمه: مصطفی مستور.
- ۱۳۷۷ - فیل، ترجمه: مصطفی مستور، انتشارات: تجربه.
- ۱۳۷۷ - مو، ماهنامه شباب شماره ۲۷ و ۲۸، ترجمه: اسداله امرایی.
- وقتی از عشق حرف می‌زنیم از چه حرف می‌زنیم، ماهنامه دوران شماره ۹ و ۱۰، ترجمه:اسدالله امرایی.
- ۱۳۷۸ - قرقاول، ماهنامه کارنامه شماره ۵، ترجمه:خسرو دوامی.
- ۱۳۷۹ - کیلومتر شمارش دست نخورده؟، ترجمه: ناتالی چوبینه، انتشارات: تجربه.
- ۱۳۷۹ - خودت را جای من بگذار، ترجمه: مصطفی مستور، انتشارات: تجربه.
- ۱۳۸۵ - پدر، در مجموعهٔ داستان‌های برق‌آسا، ترجمه: پژمان طهرانیان.
- ۱۳۸۶ - لیموناد، در ماهنامه هفت، شماره ۴۴، بهمن ۱۳۸۶ ترجمه: مجید مصطوفی.[۱]
- ۱۳۸۶ - مبتدی‌ها[۲]، ماهنامه هفت شماره ۴۴، ترجمه: فرزانه طاهری.

## شعر
- چند شعر از کارور در هفته‌نامه ایران جوان، شماره ۱۰ با ترجمهٔ اسدالله امرایی منتشر شده است:

تخمه • امشب در میان علف‌زارها • قهرمانی بس است لطفاً • و با رابرت گریوز

## مقاله‌ها
- ۱۳۷۳ - غروب آفتاب یا کفش کهنه (بخشی از مقاله نوشتن)، فصل‌نامه ادبیات داستانی شماره ۲۲، ترجمه: رحیم قاسمیان.
- راه میان‌بر به جهان کارور نیست: نگاهی به فیلم راه‌های میان‌بر ساخته رابرت آلتمن، و مجموعه مطالبی دیگر درباره کارور و فیلم راه‌های میان‌بر، ماهنامه فیلم شماره ۱۶۶، ایرج کریمی.
- ارزش دیدگاه: نگاهی به قصه چند تا جعبه، ماهنامه فیلم شماره ۲۲۹، ایرج کریمی.
- سبک همینگوی و نوآوری کارور، ماهنامه کیان شماره ۳۴، حسین سناپور.
- در جستجوی کارور، ای. ا. اسکات، مجله پنج شنبه‌ها شماره ۲۵ تا ۲۹، ترجمه: علی حسینی.
- ۱۳۸۰ - بررسی سبک مینی‌مالیستی ریموند کارور و سوزان وگا، همشهری، ترجمه: مریم محمدی سرشت.
- ۱۳۸۶ - همکاری با کارور، ماهنامه هفت شماره ۴۴، ترجمه: مجید مصطفوی.
- ۱۳۸۶ - کارور واقعی کیست؟ (مینیمالیست یا ماکسیمالیست)، ماهنامه هفت شماره ۴۴، فرزانه طاهری.
- ۱۳۸۷ - یادداشت سردبیر «ریموند کارور من»، ماهنامه هفت شماره ۴۵، مجید اسلامی.

## گفتگوها و نامه‌ها
- رها، بیرون از محدودیت‌ها (گفتگوی لاری مک‌کافری و سیندا گریگوری با ریموند کارور)، ماهنامه تکاپو شماره ۹، ترجمه: اسدالله امرایی.
- مصاحبه با پاریس ریویو، در کلیسای جامع، ترجمه: فرزانه طاهری.
- ۱۳۷۸ - فرصتی برای رمان‌نویسی نداشتم، روزنامه صبح امروز ۱۴ اردیبهشت، ترجمه: اسدالله امرایی.
- ۱۳۷۸ - پژواکی از زندگی خودمان (گفتگوی دیوید کوئن با ریموند کارور)، روزنامه خرداد ۲۵ مرداد.
- ۱۳۸۶ - نشر معماری کلمات (گفتگوی کلود گریمان با کارور)، مجله سبک نو شماره اول، ترجمه: مریم محمدی سرشت.
- ۱۳۸۶ - نامه‌هایی به یک ویراستار، ماهنامه هفت شماره ۴۴، ترجمه: فرازانه طاهری.[۳]